# Arius festinus
Arius festinus là một loài cá thuộc họ Ariidae. Nó là loài đặc hữu của Madagascar. Môi trường sống tự nhiên của nó là các con sông. Nó bị đe dọa do mất môi trường sống.